# Шевченківська сільська рада (Магдалинівський район)
Шевче́нківська сільська́ ра́да — колишній орган місцевого самоврядування в Магдалинівському районі Дніпропетровської області. Адміністративний центр — село Шевченківка.

## Загальні відомості
- Населення ради: 949 осіб (станом на 2001 рік)

## Населені пункти
Сільській раді підпорядковані населені пункти:
- с. Шевченківка
- с. Євдокіївка
- с. Тарасівка

## Історія
Дніпропетровська обласна рада рішенням від 8 листопада 2013 року у Магдалинівському районі встановила межі сільрад: Шевченківської сільради затвердивши її територію у складі сіл Шевченківка (центр сільради) — згідно затвердженому переліку вулиць та провулків; Євдокіївка та Тарасівка.

## Склад ради
Рада складається з 14 депутатів та голови.
- Голова ради: Мороз Іларіон Григорович
- Секретар ради: Дубовик Тетяна Андріївна

### Керівний склад попередніх скликань
| Прізвище, ім'я, по батькові | Основні відомості                                                                           | Дата обрання | Дата звільнення |
| --------------------------- | ------------------------------------------------------------------------------------------- | ------------ | --------------- |
| Шевченко Ніна Володимирівна | Сільський голова, 1960 року народження, освіта вища, Всеукраїнське об'єднання «Батьківщина» | 26.03.2006   | 31.10.2010      |
| Шевченко Ніна Володимирівна | Сільський голова, 1960 року народження, освіта вища, член Партії регіонів                   | 31.10.2010   | 27.05.2012      |
| Мороз Іларіон Григорович    | Сільський голова, 1951 року народження, освіта вища, член Партії регіонів                   | 27.05.2012   |                 |

Примітка: таблиця складена за даними сайту Верховної Ради України

### Депутати
За результатами місцевих виборів 2010 року депутатами ради стали:

#### За суб'єктами висування
| Суб'єкт висування           | Кількість обраних депутатів | %    |
| --------------------------- | --------------------------- | ---- |
| Самовисування               | 8                           | 57,1 |
| Партія регіонів             | 3                           | 21,4 |
| Комуністична партія України | 2                           | 14,3 |
| Народна партія              | 1                           | 7,1  |

#### За округами
| № округу                    | Прізвище, ім'я, по батькові   | Дата визнання обраним | Освіта             | Партійна приналежність            | Відомості про обраного депутата                                  |
| --------------------------- | ----------------------------- | --------------------- | ------------------ | --------------------------------- | ---------------------------------------------------------------- |
| Комуністична партія України |                               |                       |                    |                                   |                                                                  |
| 10                          | Дубовик Лілія Степанівна      | 01.11.2010            | вища               | член Комуністичної партії України | Шевченківська загальноосвітня школа, вчитель                     |
| 11                          | Полова Оксана Вікторівна      | 01.11.2010            | вища               | член Комуністичної партії України | Шевченківська загальноосвітня школа, вчитель                     |
| Народна Партія              |                               |                       |                    |                                   |                                                                  |
| 12                          | Шапка Оксана Володимирівна    | 01.11.2010            | середня            | член Народної партії              | Шевченківський фельдшерсько-акушерський пункт, молодша медсестра |
| Партія регіонів             |                               |                       |                    |                                   |                                                                  |
| 1                           | Моргун Людмила Олександрівна  | 01.11.2010            | вища               | член Партії регіонів              | тимчасово не працює                                              |
| 5                           | Ткаченко Віра Олександрівна   | 01.11.2010            | вища               | член Партії регіонів              | тимчасово не працює                                              |
| 9                           | Куль Тетяна Олексіївна        | 01.11.2010            | середня            | член Партії регіонів              | АФ «Медок», головний бухгалтер                                   |
| Самовисування               |                               |                       |                    |                                   |                                                                  |
| 2                           | Данилова Світлана Марківна    | 01.11.2010            | середня            | позапартійна                      | тимчасово не працює                                              |
| 3                           | Калинович Алла Миколаївна     | 01.11.2010            | середня спеціальна | позапартійна                      | Євдокіївська сільська бібліотека, завідувачка                    |
| 4                           | Кузьменко Лідія Дмитрівна     | 01.11.2010            | середня            | позапартійна                      | тимчасово не працює                                              |
| 6                           | Моргун Людмила Леонідівна     | 01.11.2010            | вища               | позапартійна                      | Шевченківська сільська рада, головний бухгалтер                  |
| 7                           | Яценко Юлія Вікторівна        | 01.11.2010            | середня            | позапартійна                      | тимчасово не працює                                              |
| 8                           | Ткаченко Володимир Васильович | 01.11.2010            | вища               | позапартійний                     | тимчасово не працює                                              |
| 13                          | Дубовик Тетяна Андріївна      | 01.11.2010            | вища               | позапартійна                      | Шевченківська сільська рада, секретар                            |
| 14                          | Чохрій Олена Олексіївна       | 01.11.2010            | вища               | позапартійна                      | Шевченківська сільська бібліотека, завідувачка                   |